# Galgahévíz (przystanek kolejowy)
Galgahévíz (węg: Galgahévíz megállóhely) – przystanek kolejowy w Galgahévíz przy József Attila utca, na Węgrzech.

## Linie kolejowe
- Linia kolejowa 80a Budapest–Hatvan

| Galgahévíz                            |  |                          |
| Linia 80a Budapest–Hatvan (56,000 km) |  |                          |
| Hévízgyörkodległość: 3,000 km         |  | Tura odległość: 3,000 km |